# Arqueta de san Esteban
La arqueta de san Esteban es una arqueta realizada en Limoges, hacia 1210-1220, que actualmente forma parte de la colección permanente del Museo Nacional de Arte de Cataluña. Las arquetas eran objetos que servían para guardar reliquias en las iglesias; esta, concretamente, dedicada a san Esteban, es uno de los numerosos ejemplares de esta tipología que surgieron de las manufacturas de Limoges. Por varios motivos, esta ciudad se constituyó en uno de los grandes focos de producción de objetos para el culto y la liturgia, trabajados en metal y esmaltados.
El culto a las reliquias se desarrolló desde los inicios del cristianismo y logró una gran fuerza durante la Alta Edad Media. Las reliquias no solo podían ser restos de cuerpos atribuidos a santos, sino también supuestos fragmentos de su indumentaria o de instrumentos de sus martirios. También podían ser recuerdos relacionados con el peregrinaje, especialmente a Tierra Santa, y, evidentemente, fragmentos de la cruz en la que Cristo habría sido crucificado.
La arqueta de san Esteban es una pieza que, como en numerosos casos de su tipología, es de estructura arquitectónica, constituida por una caja paralelepípeda y con cubierta a dos vertientes. En este caso las dimensiones son modestas y la composición general muy sintética. El lado principal contiene escenas de la vida de san Esteban: la detención y conducción al martirio, en la zona de la cubierta, y su lapidación, en el plano vertical. El tono dorado de las figuras contrasta hábilmente con los campos de color, en que destacan los azules, especialmente el del fondo. La iglesia de donde procede esta arqueta no se conoce, aunque es verosímil pensar que estaba destinada a un altar o a un templo dedicado a este santo, que en Limoges fue objeto de un culto importante.